# 별무반
별무반(別武班)은 고려 숙종 때 윤관의 건의에 따라 특별히 세워진 임시 전투부대로서, 오직 여진족의 침략에 대비하기 위하여 창설되었다.

## 개요
여진인은 문종 때부터 고려에 귀화 또는 침략해 왔다. 고려에서는 침략해 오는 여진족을 맞아 여러 차례 싸웠으나 우수한 기병을 가진 여진군에게 패배하는 것이 보통이었다. 이리하여 1104년(숙종 9년) 별무반이라고 하는 새로운 군사조직을 편성했다. 별무반은 2군 · 6위와 달리 별도로 편제하여 설립된 군사조직이며, 신기군(神騎軍)·신보군(神步軍)·항마군(降魔軍) 등으로 형성되어 있었다. 신기군은 기병, 신보군은 보병, 항마군은 승병으로 편성하였으며, 4시(四時) 훈련하여 여진에 대한 대규모 정벌에 대비하였다.
윤관은 1107년(예종 2년) 이 별무반을 이끌고 천리장성을 넘어 여진족을 토벌하고 동북 지역에 9성을 쌓게 된다.

## 같이 보기
- 윤관
- 동북 9성